# 팬아메리칸 214편

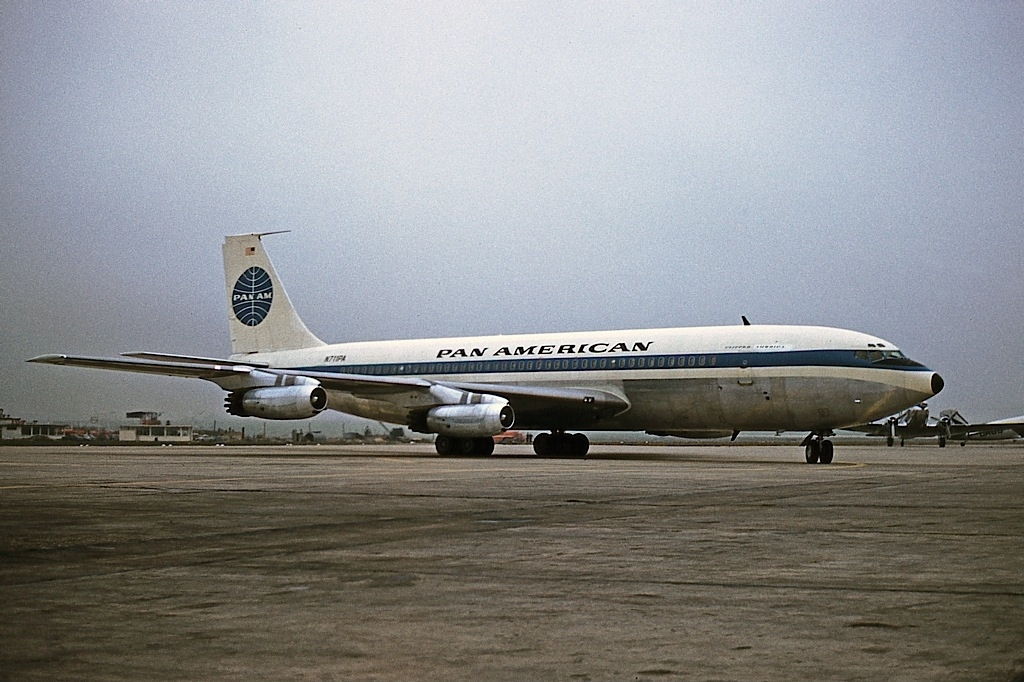

팬아메리칸 214편(Pan Am Flight 214)은 푸에르토리코 산후안에서 볼티모어를 거쳐 미국 필라델피아까지 가는 팬아메리칸 월드 에어웨이의 정기 항공편이었다. 1963년 12월 8일, 볼티모어에서 필라델피아로 비행하던 보잉 707-121이 메릴랜드 주 엘크턴 근처에 추락했다. 비행기에 타고 있던 승객과 승무원 81명 전원이 사망했다. 이번 충돌은 팬아메리칸이 5년 전에 도입한 707기로 인한 첫 번째 치명적인 사고였다.
민간항공위원회(Civil Aeronautics Board)의 조사에 따르면 낙뢰로 인해 항공기 연료 탱크 중 하나에서 연료 증기가 점화되어 폭발이 발생하여 왼쪽 날개가 파괴되었을 가능성이 있다고 결론지었다. 정확한 점화 방식은 결정되지 않았지만 조사를 통해 낙뢰가 항공기에 어떻게 손상을 줄 수 있는지에 대한 인식이 높아져 새로운 규정이 생겨 안전이 향상되었다. 이 충돌은 또한 여러 유형의 항공 연료의 안전성에 대한 연구와 낙뢰 시 더욱 안전하게 만들기 위해 항공기 연료 시스템의 설계를 변경하는 방법에 대한 연구에 영감을 주었다.

## 같이 보기
- 트랜스월드 항공 800편 추락 사고